# Rosita Amores
Rosita Amores (n. 1938, Nules, Plana Baixa) és una vedet, cantant i actriu valenciana. Ha participat en nombrosos espectacles de varietats des dels anys seixanta, quan va debutar al Teatre Alkazar de València, i en diferents pel·lícules i sèries de televisió, esdevenint una icona popular de l'espectacle al País Valencià.

## Trajectòria
Va debutar amb 18 anys al Teatre Alkazar de València, com a vocalista de l'orquestra de ball Los Millonarios, pionera del cabaret eròtic a mitjan dècada de 1960. Va treballar com a vedet en els espectacles de varietats d'aquest teatre fins als anys vuitanta, actuant al costat de figures com Rafael Conde, El Titi. Va participar, així mateix, en obres com Las comedias Bárbaras, de Valle-Inclán, dirigida per Bigas Luna. Va saber burlar la censura en èpoques en què l'erotisme a l'Estat espanyol es reduïa a l'àmbit privat i va esdevenir una icona popular de l'espectacle al País Valencià. La seua cançó Posa'm menta es va convertir en un buf de llibertat per al poble pla.
El 1979 va debutar com a actriu en la pel·lícula de Vicente Escrivà El virgo de Vicenteta, basada en el sainet eròtic homònim de Josep Bernat i Baldoví. Posteriorment participaria en produccions com Con el culo al aire (1981), Un negre amb un saxo (1988) o Gràcies per la propina (1997).
En l'àmbit televisiu va interpretar diferents papers en sèries de televisió com Russafa 56, Benifotrem, La casa de los líos i en la minisèrie Blasco Ibáñez: La novela de su vida, dirigida per Luis García Berlanga. També ha participat en la sèrie de Canal 9 L'Alqueria Blanca.
Entre els seus treballs més actuals destaquen el musical dedicat a la seua vida, que protagonitza ella mateixa, El amor de Miss Amores, i la seua col·laboració amb el grup musical Antonomasia en el tema No hace falta que intentes cambiar i fent de musa en la portada de l'àlbum més recent del grup Gold.

### Cinema
- 1979 - El virgo de Vicenteta (Dir. Vicente Escrivà)
- 1979 - Vicenteta, esta-te queta (Dir. Vicente Escrivà)
- 1981 - Con el culo al aire (Dir. Carles Mira)
- 1988 - Un negre amb un saxo (Dir. Francesc Bellmunt)
- 1997 - Gràcies per la propina (Dir. Francesc Bellmunt)
- 2002 - El robo más grande jamás contado (Dir. Daniel Monzón)
- 2022 - El que sabem (Dir. Jordi Núñez)

### Televisió

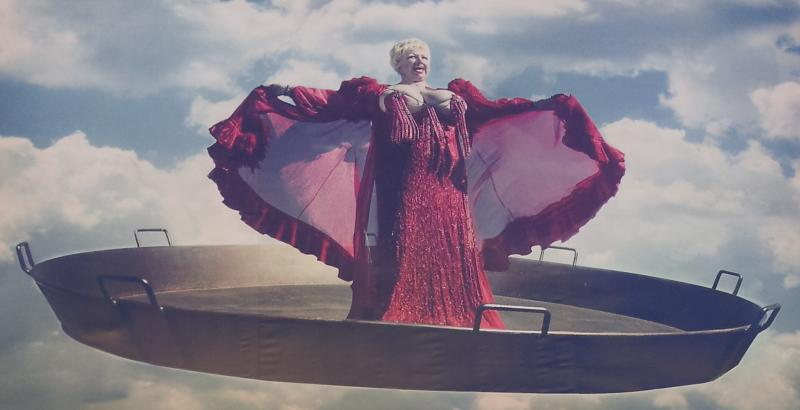
Mural al Carrer Corretgeria de València capital, amb Rosita damunt d'una caldero.

- Mural al Carrer Corretgeria de València capital, amb Rosita damunt d'una caldero.L'alqueria blanca. Sèrie de Canal 9.
- Negocis de família. Sèrie de Canal 9.
- Ala...Dina. Sèrie de RTVE.
- Tío Willy. Sèrie RTVE.
- La casa de los líos. Sèrie d'Antena 3.
- Las comedias bárbaras, de Valle-Inclán.
- Blasco Ibáñez: La novela de su vida. Sèrie de RTVE. Dir. L. G. Berlanga.
- Benifotrem. Sèrie de Canal 9. Dir. Toni Canet.
- Russafa 56. Sèrie de Canal 9. Dir. Carles Mira.

### Teatre
- Las comedias bárbaras, de Valle-Inclán. Dir. Bigas Luna. Fundació Arts Escèniques de València.
- Teatre Alkázar de València. Hi va treballar fins a la dècada dels vuitanta, després de debutar-hi amb 18 anys.
- Gires amb comèdies i revistes musicals arreu l'estat com a vedet.
- Supervedette, al teatre El Molino de Barcelona.